# Yavne
Yavne (tiếng Hebrew: יַבְנֶה), trước đây mang tên Jabneh và Jamnia, là một thành phố ở quận Trung của Israel. Tính đến tháng 3 năm 2016, dân số thành phố là chừng 45.059 người. Thành phố đặc biệt có tỉ lệ lớn người trẻ tuổi, với 36% dân số trong nhóm tuổi 0–21, và khoảng 64% chưa đặt 39 tuổi (2016).